# Mesopristes elongatus
Mesopristes elongatus is een  straalvinnige vissensoort uit de familie van tijgerbaarzen (Terapontidae). De wetenschappelijke naam van de soort is voor het eerst geldig gepubliceerd in 1866 door Guichenot.
De soort staat op de Rode Lijst van de IUCN als Kwetsbaar, beoordelingsjaar 2004. De omvang van de populatie is volgens de IUCN dalend.